# Procambarus alleni
Il gambero della Florida (Procambarus alleni) è un gambero d'acqua dolce appartenente alla famiglia Cambaridae.

## Distribuzione e habitat
Questa specie è diffusa negli ambienti umidi della Florida meridionale, le Everglades, dove abita paludi, mangrovie e corsi d'acqua salmastra.

## Descrizione
Raggiunge una lunghezza massima del corpo di 12 cm (dal rostro al telson). Le forme sono snelle e affusolate, con chele sottili.

## Alimentazione
Ha dieta onnivora: si nutre di piccoli invertebrati e pesci, detriti e piante acquatiche.

## Acquariofilia
Questo gambero è allevato dagli appassionati di acquariofilia. È un gambero di dimensioni medie e vista la scarsa aggressività una coppia può essere ospitata in vasche di 70/80 cm di lunghezza allestita con rocce, legni e rifugi. Nutrendosi di piante può essere abbinato a piante coriacee che comunque possono essere mangiate o danneggiate (Anubias barteri e Microsorium pteropus) o piante galleggianti (Ceratophyllum demersum, Lemna minor, Najas, etc.). L'abbinamento a piccoli pesci è possibile a patto che siano agili e dalle pinne corte, che condividano gli stessi valori d'acqua (ideali i poecilidi come platy, portaspada, molly...). Può essere alimentato con mangimi specifici, verdure bollite, foglie di bosco e pezzetto di pesce o lombrichi.